# Alpes Maritimae
Alpes maritimae (lat. „přímořské Alpy“) byla římská provincie, jedna ze tří malých provincií nacházejících se na území Alp, mezi současnou Francií a Itálií. Provincie byla založena v roce 14 před Kr. Augustem, se sídlem provincie ve městě Cemenelum, nyní Cimiez (součást města Nice ve Francii). Velmi podobně se jmenoval i pozdější francouzský département Alpes-Maritimes.
Hlavní sídla provincie:
- Cemenelum (Cimiez)
- Nicaea (Nice)
- Antipolis (Antibes)
- Portus Herculis Monoeci (Monako)
- Salinae (Castellane)
- Sanitium (Senez)
- Vintium (Vence)

V roce 297 po rozšíření zahrnovala provincie také města:
- Ebrodunum (Embrun)
- Brigantio (Briançon)
- Brigomagus (Briançonnet)
- Civitas Rigomagensium / Rigomagus (Chorges)